# Adolfo Gonzales Chaves (município)
Adolfo Gonzales Chaves é um município da província de Buenos Aires, na Argentina.

## Localidades
- Adolfo Gonzales Chaves: 8.613 habitantes
- De la Garma: 1.801 habitantes
- Juan Eulogio Barra: 224 habitantes
- Vasquez: 35 habitantes
- Alzaga
- Pedro Prospero Lasalle (Argentina)

(INDEC 2.001)